# Cratere Severina
Severina è un cratere sulla superficie di 4 Vesta.